# Betesfeber
Betesfeber, även benämnd fästingfeber eller anaplasmos, är en sjukdom hos får och nötkreatur som sprids med fästingar. Sjukdomen orsakas av bakterien Anaplasma phagocytophilum som är strikt intracellulär och som sprids i Skandinavien och Finland med den vanliga fästingen. Det är värddjurets vita blodkroppar som invaderas av bakterien och bland annat djurets egna immunförsvar försvagas. 

## Bakterienamn och karaktäristika
Bakterien hade fram till år 2001 det vetenskapliga namnet Ehrlichia phagocytophila men då byttes både familj till Anaplasmataceae och artnamn till Anaplasma phagocytophilum efter att PCR-undersökningar visat, att arten inte tillhör släktet Ehrlichia.
Bakterierna är svårodlade och kräver levande vita blodkroppar av typ granulocyter för att förökas. De är små, stavformiga och gramnegativa bakterier, som lever och förökar sig strikt intracellulärt inne i granulocyternas fagosomer.

## Symtom

### Får
Det är särskilt lammen som är känsliga och kan få hög feber upp till 42 °C, påverkat allmäntillstånd, nedsatt foderlust, hälta och lindrig hosta. Dålig tillväxt och ökad infektionskänslighet ses också. Det förekommer även att lammen plötsligt dör.
De vuxna djuren drabbas i mindre omfattning av svår sjukdom. Tackorna kan abortera.

### Nötkreatur
De flesta djuren får subklinisk sjukdom, det vill säga infektion utan yttre synliga sjukdomstecken. Blir de sjuka får de hög feber, nedsatt allmäntillstånd och för korna minskad mjölkproduktion. Mindre vanligt är att det sjuka djuret magrar och dräktiga kor kan kasta. Infektionen sänker immunförsvaret och djuret kan börja hosta och få lunginflammation.

## Förekomst och epidemiologi
I Sverige drabbas särskilt fårbesättningar på Gotland av betesfeber, men den rapporteras även från östkusten och en del andra delar av Sverige. I Norge är sjukdomen vanlig med uppskattningsvis 300 000 får som årligen insjuknar särskilt i kustbygderna från Vestfold nära svenska gränsen i syd till Brønnøysund i norr. I Finland förekommer betesfeber på Åland och i fastlandets sydvästra kustområden.